# Vincent de Swarte
Vincent de Swarte, né le 15 juin 1963 à  Montauban (Tarn-et-Garonne) et mort le 24 avril 2006 à Paris 5e,, est un peintre et écrivain français, auteur de romans variés allant de livres pour la jeunesse (Le Carrousel des mers) aux polars (Pharricide).

## Biographie
Après avoir suivi des études de sciences politiques à Bordeaux, il travaille plus d'une dizaine d'années dans la publicité avant de se consacrer à la peinture, réalisant de nombreuses et singulières compositions qu'il signe généralement de son seul prénom.
En 1996, il publie un premier livre destiné à la jeunesse intitulé Le Carrousel des mers.
Deux ans plus tard parait Pharricide, un roman centré sur un gardien de phare adepte de la taxidermie.
En 1999, l'écrivain reçoit une mention spéciale du prix Wepler pour son roman Requiem pour un sauvage.
Il évoque la catastrophe de Tchernobyl dans Le Paradis existe (2001), chronique d'un village d'Ukraine.
Il s'essaye ensuite à l'autofiction teintée de fantastique dans Elle et moi (2005).
Il est emporté par un cancer à l'âge de 43 ans.

## Œuvres
- Le Carrousel des mers, littérature jeunesse, Gallimard, 1996.
- Pharricide, roman, Calmann-Lévy, 1998.
- Requiem pour un sauvage, roman, éditions Pauvert, 1999.
- La Chapelle aux oiseaux : conte de Noël, roman, éditions Pauvert, 1999.
- La Dernière corrida, littérature jeunesse, Pocket, 1999.
- Le Cirque de la lune, littérature jeunesse, Gallimard Jeunesse, 1999.
- Le Paradis existe, roman, éditions Pauvert, 2001.
- Lynx, éditions Denoël, roman, 2002.
- Petit Bloï, littérature jeunesse, Gallimard Jeunesse, 2003.
- Elle est moi, roman, éditions Denoël, 2005.
- Une photo de toi, roman, éditions Thierry Magnier, 2005.
- Journal d'un père, autobiographie, éditions Ramsay, 2006.
- Pharanoïa, nouvelles, éditions Denoël, 2007[3].

## Hommage
En 2006, les éditions Thierry Magnier créent « Photo roman », une collection en hommage à Vincent de Swarte.